# 이규중
이규중(李槻重, 1819년 9월 25일 ~ ?)은 조선 후기의 왕족 출신 문신이다. 안흥군 이숙의 서증손자이자, 이진태의 손자, 이병호의 아들이다. 남연군 이구의 생가 쪽 서 사촌동생이 된다.

## 가계
안흥군 이숙의 서자였던 할아버지 이진태는 통덕랑을 지내고 사후 증 승정원 좌승지가 되었고, 1904년 4월 19일 내부협판으로 추증되었다. 이진태의 서자였던 아버지 이병호는 관직이 없었다가, 1867년 4월 12일 종정경호조참판에 추증되었고, 1904년 4월 19일 내부대신에 추증되었다. 이는 이규중의 출세로 인한 증직이었다.

## 생애
무과에 급제, 1858년(철종 9년) 1월 24일 목인배(睦仁培)의 건의로 오위장에 임명되었다.
1863년(철종 14) 4월 10일 병조의 건의로 충장위장(忠壯衛將), 1866년(고종 3) 8월 4일 충익위장(忠翊衛將)이 되었다가 병으로 직임이 어렵다는 병조의 계에 의해 12월 6일 면직되었다. 바로 광양현감으로 임명되었지만 12월 19일 이조가 계를 올려 신병으로 직임을 맡기 어렵다 하여 파출되었다.
1867년(고종 4) 3월 23일 고종의 특명으로 가선대부로 가자되었다. 4월 10일 동지중추부사가 되었다.
1883년(고종 20) 10월 30일 병조가 계를 올려 그가 병으로 직임을 맡기 어렵다는 이유로 개차를 청하여 고종이 윤허하였다. 1886년(고종 23) 8월 17일 병조의 건의로 호군(護軍)에 임명되었다. 1888년(고종 25) 11월 25일 종친부에서 선원보략을 수정할 때, 그를 별간역의 한 사람으로 추천하여 고종이 윤허하였다.
1899년(광무 2) 5월 21일 통진군수(通津郡守)로 부임했다가 1902년(광무 5) 3월 28일 가의대부(嘉義)로 승자하였다. 1900년 3월 7일에는 장릉 청명절향에 대령하지 않았다 하여 의정부찬정 궁내부대신서리 궁내부협판 윤정구의 탄핵을 받았다. 1902년 6월 24일 중추원의관에 임명되었지만 6월 25일 의원면직하였다. 1902년 7월 2일 의정부참정 겸 탁지부대신 육군부장(議政府贊政兼度支部大臣 陸軍副將) 심상훈(沈相薰)이 상소를 올려 세금 미납 관련 관료들을 지적할 때, 그가 재직할 당시의 통진군이 세금 미납 최다라고 지적되었다.
1904년(광무 7년) 4월 14일 내장원경에 임명되었다.

## 가족 관계
- 할아버지 : 이진태
  - 백부 : 이병수
- 아버지 : 이병호
- 부인 :원주이씨(?년 7월 9일 사망), 묘는 양주 용마봉(龍馬峰) 갑좌
- 부인 : 하동정씨(1819년 1월 14일 ~ 1886년 6월 26일), 정건묵(鄭健默)의 딸, 묘는 양주 용마봉 갑좌
- 첩 : 이름 미상
  - 서자 : 이일응(李一應, 1870년 12월 27일 ~ 1892년 11월 29일)
  - 서며느리 : 청송심씨(1871년 10월 18일 ~ ?), 심문택(沈文澤)의 딸
  - 서자 : 이팔응(李八應, 1889년 4월 22일 ~ ?)